# Central nuclear de Zion
La central nuclear de Zion fue la tercera central nuclear de dos reactores en la red de Commonwealth Edison y prestó servicio a Chicago y el cuarto norte de Illinois. Esta planta de generación de energía está ubicada en la más alejada porción este de la ciudad de Zion, Lake County, Illinois. Está aproximadamente a 40 millas (64,4 km) al norte en línea recta de Chicago, Illinois y a 42 millas (67,6 km) al sur de Milwaukee, Wisconsin.
La segunda unidad de la Planta de energía nuclear de Zion fue cerrada en febrero de 1998. La planta de 25 años de antigüedad ya no estaba en funcionamiento desde febrero de 1997, después de que un operador de la sala de control apagó accidentalmente el reactor 1 y, a continuación, intentó rearrancarlo sin seguir los procedimientos establecidos. El reactor 2 ya se encontraba apagado por estar repostando combustible en el momento del incidente. Commonwealth Edison, propietaria de la planta, determinó que Zion no podía producir energía a precios competitivos porque debería invertir 435 millones de dólares para encargar unos generadores de vapor que no llegarían a instalarse a tiempo para que pudieran amortizarse teniendo en cuenta que la licencia de funcionamiento finalizaba el 2013.
Existen planes para mantener las instalaciones en almacenaje seguro a largo plazo hasta que se inicie el desmantelamiento a partir del 2010, para que esté completado el 2014. Todo el combustible nuclear ha sido retirado permanentemente del vaso del reactor, y el combustible se ha situado en el depósito de combustible usado de la propia planta.
- Zion 1

Zion, Ill., United States
Reactor de agua a presión (PWR)
Potencia de salida neta: 1040 MWe
Apagado permanentemente. Fecha de inicio: Junio de 1973. Fecha de cierre: Enero de 1998.
- Zion 2

Zion, Ill., United States
Reactor de agua a presión (PWR)
Potencia de salida neta: 1040 MWe
Apagado permanentemente. Fecha de inicio: Diciembre de 1973. Fecha de cierre: Enero de 1998.